# Relva
Relva es una freguesia portuguesa situada en el municipio de Ponta Delgada, en Azores. Según el censo de 2021, tiene una población de 2890 habitantes.